# 612凱道閱兵

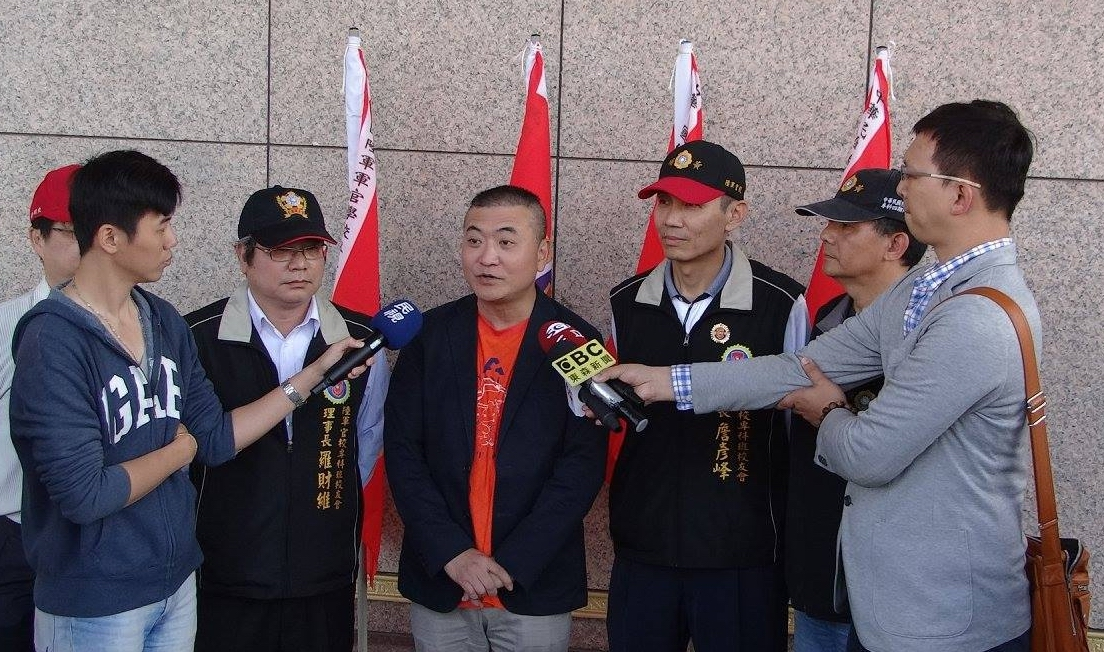
「2016五年級凱道閱兵指揮部」在台北中正紀念堂召開記者會，發起人何啟聖與主訓單位「陸軍官校專科班校友會」理事長羅財維、祕書長詹彥峰率正步隊與會

612凱道閱兵，又稱2016重振軍魂，我們一起上凱道踢正步、或讓五年級踢一次正步吧。這項活動是因為憲兵訓練中心在2016年一月新兵結訓分列式稀落不齊的一支影片流出後，引發了後備憲兵身分的林弘展號召一群民國50年代（1960年代）出生、在台灣俗稱的五年級生來踢正步的構想，經政戰學校第32期新聞系校友何啟聖發起，由陸軍官校專科班校友會主導訓練與後勤支援，在2016年6月12日於台北市凱達格蘭大道舉辦中華民國國軍已廢止了13年的踢正步閱兵分列式活動。活動不設閱兵官，隊伍向司令台的中華民國國旗敬禮，是中華民國105年以來第一次由民間自發性主辦的閱兵活動。
而日後重現此一正步操演的活動有五場，分別是在2016年10月10日於台北市國父紀念館慶祝中華民國105年國慶暨紀念中華民國國父孫中山先生151歲誕辰舉辦的「我愛國旗嘉年華」，2017年10月10日同在國父紀念館舉辦的「愛國旗愛國家」國慶大會，2023年6月16日於陸軍官校慶祝建校99年的「黃埔九九-成功演習」，在2024年6月2日凱道慶祝「黃埔百年校慶」，與在2024年6月16日「黃埔百年校慶」
。

## 緣起
2016年1月4日，憲兵訓練中心第104-4梯志願役197名新兵，在其「專長銜接教育」結訓典禮的分列式隊伍時，表現得稀落不整齊；其結訓影片流出網路後，引發了後備憲兵的感嘆與各界之討論，令身為父執輩的五年級生軍魂熱血沸騰，觸發了給下一代示範踢正步的期許。主辦單位希望能藉此一場由民間自發性的向全民致敬活動，來喚起國人對國防的重視，找回「撼江嶽、震乾坤」的記憶，讓歷史與軍魂長存，就像「不老騎士」那樣，而號召五年級生在612回凱道踢人生最後一次的正步。

## 構想
主辦單位規劃先設置「2016五年級凱道閱兵指揮部」官網發布計畫、訊息，並接受各方建議。用三月份為期一個月的時間來召募正步隊員，並自四月起展開訓練一個半月，每週日下午集訓四小時。活動訂在2016年6月12日於台北市凱達格蘭大道表演踢正步活動（日期取自高雄市鳳山區接受過入伍訓練的612高地，又2016倒過來去掉0即是612），而參與活動之人員無需自費，服裝、皮鞋、槍枝與訓練場地由主辦單位規劃及籌措，閱兵分列式不設閱兵官，只向司令台的中華民國國旗敬禮。活動結束後，主辦單位頒贈參演活動人員「榮譽狀」乙幀。
主辦者原盼中華民國國防部支援此突顯全民國防的活動，軍方初期表達樂觀其成；但活動正式發起後，軍方態度趨轉保守。有媒體批評，在2016年5月20日政黨輪替、蔡英文政府上任後，國防部對此態度顯得畏縮，並曾輾轉勸說打消「踢正步」活動以免造成軍方困擾。該活動後改由隊員自費裝備舉辦，由陸軍官校專科班校友會來主導訓練與後勤支援。

## 報名宣傳
- 成立官網：主辦者在2016年3月1日正式成立了「2016五年級凱道閱兵指揮部」的官網，公佈執行計畫，並開闢「讓五年級踢一次正步吧！」的粉絲專頁，接受各方建言與傳遞活動訊息。[26]
- 召開記者會：在612凱道閱兵指揮部成立之同時，「陸軍官校專科班校友會」也響應而成立了「中興演習」指揮部，籌組「正步隊」[27]，支持並參加612凱道閱兵活動，並將成果加乘延續於日後返回陸官母校的踢正步表演[28][29]。校友會經與612凱道閱兵指揮部活動發起人何啟聖密切聯繫，陸官「正步隊」之先行先走具有引領風潮、精神動員與觀摩宣傳之效果。2016年3月6日15時，由活動主辦人何啟聖邀請「陸軍官校專科班校友會」理事長羅財維 、發起人祕書長詹彥峰與陸官正步隊提參人巴建國，率領陸官專科班正步籌備隊卅餘人，在台北中正紀念堂接受了三立、民視、東森、壹電視、年代等電視台之採訪，說明活動意義，與示範踢正步之要領， 新聞播出，反應正面與熱烈。[30][31][32][33][34][35]
- 先期自主訓練：在「2016五年級凱道閱兵指揮部」於三月份報名期間，「陸官專科正步隊」在2016年3月20日下午，於台中市東山高中正式編隊成軍，並自3月27日起展開自主訓練[36]，以場地、裝備和服裝自籌之方式來實施，減輕「閱兵指揮部」之編組作業與訓練，更希望能藉此拋磚引玉，擴大召訓的效果。[37][38][39][40][41]
- 3月30日報名截止前夕，「2016五年級凱道閱兵指揮部」在官網貼文指出：明天（三月卅一日）就是「讓五年級踢一次正步吧」活動召募的最後一天！相信一定可以突破千人報名的高度參與能量！參與活動的朋友，早已迫不及待的展開自主訓練了！陸軍官校專科班校友會，是報名的朋友當中，最具組織性的團體。他們用自己的方式，採取團體報名；他們用自己時間，自主訓練；他們用自己的金錢，添購練習服裝與裝備！對於您們的熱情，閱指部給予最最高度的崇敬與感激！讓我們一起來看看，他們自主訓練的成果！對於六一二當天的表現，相信大家已經有了十足的信心！[36][42]

## 訓練準備
原訂自4月1日起，「閱兵指揮部」應就已完成報名之千人來完成編隊開始訓練 ，每星期日分區集訓4小時，為期1個半月，然因籌劃不及，軍方支援難望，「閱兵指揮部」的官網曾沉寂一時毫無回應，直到民眾起落催促質疑是否續辦的聲音下，指揮部遲至4月9日方公告，已利用清明節連續假期整理資料，待規劃完成，會就集訓等事項公布。唯在國防部明確表明不支援這項活動後，主辦單位轉而尋求陸官專科班校友會的支援，並接受校友會的建議，訓練服裝與方式同陸官中興連，指揮部並提出代訓凱道隊員、借用校友會訓練地點、支援飲水、交管與醫療等後勤事項，校友會為不想讓廣大民眾的希望落空，考量此為正能量的全民國防活動，而同意和主導了活動的訓練與後勤支援，指揮部遂於4月17日公告了訓練計畫，表示參加隊伍以穿著白衫黑褲、假托槍姿態來實施訓練，4月24日下午二點，為首次集訓編隊日期，爾後每週日下午2時集訓，地點區分北中南三區，北部在大直橋下，中部在東山高中（後改惠文國小），南部在左營新祥和山莊。4月18日指揮部公佈「讓五年級踢一次正步吧」活動的主題曲宣導短片「該我們出場」，由何啟聖作詞，楊維夫作曲， 取景「陸官專科班正步隊」訓練合輯而成，便於傳唱。

## 編組訓練
正步隊訓練由陸官專科1期邱泰煌擔任總值星官，凱道連正步隊並自4月24日起正式集訓，由「陸官專科班校友會」代訓隊員七十餘人，實施編隊、訓練、軍歌教唱與後勤支援等事項，並於5月29日及6月5日於台北中正紀念堂和國父紀念館實施最後的二次綜合預演，每次預演約有500人參與操演，在中正紀念堂37度高溫，於國父紀念館大雨中，但他們無視半百年紀，不畏惡劣天候在練習；而活動之場地劃設、流程安排、後勤支援、軍歌帶唱與正步隊伍，均由陸官專科班來主導，司儀並找來在廣播界十餘年的專科9期穆景良（藝名穆風）擔綱，這群中興連黃埔老兵，都是上尉到上校階級的退役軍官，由56歲的陸官專科1期周志祥擔任營長，下轄二個中興連，連長為專科4期詹彥峰與專科9期劉中立，而帶領三軍退伍老兵的凱道連連長，是政治作戰學校15期70歲的阮大為
。預演時除了踢正步與唱軍歌外，還有主動報名參與的海退軍樂隊、中正預校校友鼓號樂隊、退儀邦與台灣重演等團體的表演；當部隊通過司令台向國旗敬禮時，媒體形容「民眾與遊客的掌聲令人動容」。

## 凱道閱兵分列
6月12日，參與者在退伍近30年後，經過七個星期集訓，在總統府前凱達格蘭大道上重現「踢正步」，展開「向國旗致敬、向全民致敬」的閱兵分列式，盼藉此活動展現台灣的正面能量，也有人為此從國外趕回臺灣，前總統夫人周美青、中國國民黨主席洪秀柱也現身支持
，而前行政院院長郝柏村、前陸軍總司令陳鎮湘、胡鎮埔、前後備司令部司令金恩慶與前退輔會主任委員曾金陵等退役上將也參加，激起了現場群眾的高昂情緒。主辦單位與陸官專科班校友會表示，隊員們都五十多歲了，在沒有軍方支援之下，全部是自費自訓，中年人也可像不老騎士般追夢，重現軍魂，將很久沒有出現的軍歌、熱愛國旗的感動找回來。而陸官專科班校友會更代訓凱道隊員，與擔任612活動大部分後勤支援，盼展現國軍士氣、後備軍人精神。
報到時段至正步表演前的軍歌帶唱，由陸官專科班校友會邀請前女青年工作大隊退役少校封宗倫率員領唱軍歌帶動氣氛，活動上午9時半正式開始，參加民眾約6千人，由資深藝人帶唱國歌，踢正步之隊伍以陸軍官校專科班退伍軍官的二個中興連為骨幹，及曾經參加國慶閱兵的官士兵凱道連，共組成三個閱兵連。參演的單位，還包括了幾個主動報名的團體，有海軍軍樂隊退伍官兵所組成的「海韻樂團」、前三軍儀隊隊員組成的「退儀邦」、中正預校校友鼓號樂隊、復興崗校友會、TRG台灣重演團體、重型機車連之外，還有數十個自由梯隊，許多民眾一起跟唱軍歌，揮舞小國旗，司儀並帶領高喊「發揚黃埔精神」「三民主義萬歲」「中華民國萬歲」口號，場面令人動容。

## 慶功感恩餐會
活動當日中午12時，參演人員在三軍官兵俱樂部勝利廰舉辦慶功感恩午宴，前行政院院長郝柏村、陸官校友總會會長胡筑生中將、國防部後備指揮部湯家坤中將指揮官代表國防部部長前來致意，他們致詞時，重申國家不能沒有國防，希望這次自發性的熱血行動，能喚起國人重視國防。國防部表示，一群熱愛國家、關懷國軍的退伍袍澤，自發舉辦「五年級生再踢一次正步」活動，以行動捍衛軍人的尊嚴與榮譽，國防部致上崇高敬意。各區參演人員也分別於七、八月舉辦慶功感恩餐會來聯絡情感，陸官專科班校友會在會中贈予「中興連」隊員「榮譽狀」，贊助團體與個人「感謝狀」，校友會也澄清，如有影射該會欲登太平島踢正步之事，絕非事實，此事業經由校友會討論決議，不予參加。而陸官專科班校友們對凱道指揮部多次在其受訪時，未能說出因請求了校友會支援場地、教官及後勤支事項，才讓活動得以續辦是頗有微詞！凱道指揮部於7月16日在官網表示，612凱道正步受到社會的正面評價，陸官專科班校友會居功厥偉，在校友會支援了場地、教官、訓練及後勤工作，才使活動得以順利執行，訪問時未顧及參演人員感受，請校友們海涵。而凱道正步連於8月28日在台北晶宴會館舉行活動結束後的首次餐會，餐會上為登上太平島誓師高喊「登太平島、捍衛主權！」希望政府能夠核准讓612凱道正步的正面能量再次於太平島展現，並由凱道正步發起人何啟聖頒發參演人員感謝狀及各項紀念品。

## 外部連結
- 2016五年級凱道閱兵指揮部 （页面存档备份，存于）官網
- 讓五年級踢一次正步吧！ （页面存档备份，存于）粉絲專頁

## 資料來源
1. ↑  丟人「憲」眼大笑話！憲兵踢正步亂七八糟 （页面存档备份，存于）三立新聞台2016年2月22日[2016年3月25日]
2. 1 2  大雨擋不住豪情壯志 五年級踢正步今天在國父紀念館操演 吸引上萬民眾和大陸旅客圍觀 （页面存档备份，存于）指傳媒  2016年6月6日[2016年6月9日]
3. 1 2 3  「612凱道閱兵」 黃埔老兵以正步向全民致敬 （页面存档备份，存于）中華海峽兩岸新聞報2016年6月12日 [2016年6月12日]
4. ↑  陸軍官校專科班正步隊自訓展雄風 的存檔，存档日期2016-04-29.大成報 2016年4月29日[2016年4月29日]
5. ↑  不踢正步的國軍 比較健康？國安局長楊國強13年前建議廢除 （页面存档备份，存于）中時電子報2016年6月13日[2016年6月13日]
6. ↑  揭密：國軍「踢正步」是怎麼消失的 （页面存档备份，存于）TVBS林弘展 2016年2月24日[2016年2月27日]
7. ↑  憲兵頻出包　五年級生號召凱道踢人生最後一次正步 （页面存档备份，存于）東森新聞 2016年3月7日[2016年3月25日]
8. ↑  找回軍魂 五年級生號召凱道正步校閱 （页面存档备份，存于）中央通訊社 2016年3月3日[2016年3月25日]
9. ↑  新兵步伐亂挨批 5年級老兵示範踢正步 退伍逾30年 老兵自主訓練盼找回軍魂 集訓2月找感覺 老兵6/12總統府前表演 （页面存档备份，存于）台視新聞 2016年3月20日[2016年3月25日]
10. ↑  台北市政府警察局中正第一分局核定集會遊行通知書 （页面存档备份，存于）2016五年級凱道閱兵指揮部 2016年5月6日[2016年5月8日]
11. ↑  發起愛國旗嘉年華 宋緒康：焦慮台灣人對國旗、國號無動於衷 （页面存档备份，存于）風傳媒2016年10月09日[2016年10月11日]
12. ↑  我愛國旗嘉年華 民間自發慶雙十 （页面存档备份，存于）中視新聞2016年10月04日[2016年10月06日]
13. ↑  陸官校友出席我愛國旗嘉年華 的存檔，存档日期2016-10-13.中央社2016年10月10日[2016年10月11日]
14. ↑  . 蘋果即時新聞. 2017-10-03  [2017-10-06]. （原始内容存档于2017-10-06）.
15. ↑  . 蘋果日報. 2017-10-04  [2017-10-06]. （原始内容存档于2017-10-06）.
16. ↑  . 聯合報. 2017-09-26  [2017-09-27]. （原始内容存档于2017-09-26）.
17. ↑  . 「愛國旗愛國家」國慶大會. 2017-09-13  [2017-09-13]. （原始内容存档于2019-01-23）.
18. ↑  . TVBS新聞. 2017-10-10  [2017-10-11]. （原始内容存档于2019-01-23）.
19. ↑  . 聯合報新聞. 2017-10-10  [2017-10-11]. （原始内容存档于2017-10-11）.
20. ↑  中華民國閱兵正步該恢復嗎 （页面存档备份，存于）美麗島電子報2015年10月8日[2015年12月31日]
21. ↑  找回軍魂！5年級生號召612凱道踢正步 （页面存档备份，存于）壹電視新聞 2016年03月7日[2015年12月31日]
22. ↑  找回軍魂 五年級生號召凱道正步校閱 （页面存档备份，存于）中央通訊社 2016年03月3日[2015年12月31日]
23. ↑  2016五年級凱道閱兵指揮部 （页面存档备份，存于）[2016年3月25日]
24. ↑  五年級踢正步訓練展開 6月呈現精實陣容 （页面存档备份，存于）太平洋新聞 2016年4月18日[2016年4月21日]
25. 1 2 3  軍方阻正步復活 民間堅持辦到底 （页面存档备份，存于）新新聞 2016年4月18日[2016年4月18日]
26. ↑  2016 讓五年級踢一次正步吧！ （页面存档备份，存于）[2016年3月25日]
27. ↑  陸軍官校黃埔老兵 校慶返校踢正步影音新聞 （页面存档备份，存于）中華海峽兩岸新聞報 2016年4月3日[2016年4月4日]
28. ↑  自己的正步自己踢 陸官校友校慶上場 （页面存档备份，存于）聯合新聞網2016年3月21日[2016年3月25日]
29. ↑  老兵不死！退伍軍官踢正步 官校演出 的存檔，存档日期2016-04-12.民視2016年3月20日[2016年3月29日]
30. ↑  找回軍魂！五年級生號召凱道正步校閱 （页面存档备份，存于）東森新聞 2016年3月6日[2016年3月25日]
31. ↑  「再熱血一次」五年級老兵聚集踢正步 （页面存档备份，存于）民視新聞 2016年3月6日[2016年3月25日]
32. ↑  雪恥？！五年級憲兵揪團「凱道踢正步」 （页面存档备份，存于）三立新聞 2016年3月6日[2016年3月25日]
33. ↑  走給你看!五年級生號召萬人上凱道踢正步 （页面存档备份，存于）年代新聞 2016年3月6日[2016年3月25日]
34. ↑  「再熱血一次」 五年級老兵聚集踢正步 （页面存档备份，存于）民視新聞 2016年3月6日[2016年3月25日]
35. ↑  找回軍魂！　5年級生號召612凱道踢正步 （页面存档备份，存于）壹電視新聞2016年3月7日[2016年3月25日]
36. 1 2  陸軍軍官學校專科班校友會北區閱兵分列式集訓 （页面存档备份，存于）You Tube 2016年3月27日[2016年3月28日]
37. ↑  民國70年入伍！退役老兵「揪團」踢正步 （页面存档备份，存于）東森新聞 2016年3月20日[2016年3月25日]
38. ↑  老兵不死！退伍軍官踢正步 官校演出 （页面存档备份，存于）民視新聞 2016年3月20日[2016年3月25日]
39. ↑  退役軍官踢正步 絲毫不馬虎 （页面存档备份，存于）華視新聞 2016年3月20日[2016年3月25日]
40. ↑  那些年踢的正步 上百阿伯整齊劃一 （页面存档备份，存于）壹電視新聞 2016年3月20日[2016年3月25日]
41. ↑  新兵步伐亂挨批5年級老兵示範踢正步 （页面存档备份，存于）台視新聞 2016年3月20日[2016年3月25日]
42. 1 2  陸軍官校專科班正步隊自訓展雄風 的存檔，存档日期2016-04-29.大成報 2016年4月28日[2016年4月29日]
43. ↑  「612凱道閱兵」黃埔老兵展軍魂 （页面存档备份，存于）大成報 2016年6月14日[2016年6月20日]
44. ↑  「612凱道閱兵」 黃埔老兵以正步向全民致敬 （页面存档备份，存于）2016年6月12日[2016年6月14日]
45. ↑  凱道踢正步 退役三軍儀隊熱血參加 （页面存档备份，存于）2016年3月23日[2016年3月25日]
46. 1 2  帥！612凱道踢正步 北中南50歲老兵今會操 （页面存档备份，存于）壹電視2016年5月29日[2016年5月29日]
47. 1 2  五年級踢正步軍方不支援 6月12日自費上場 （页面存档备份，存于）聯合晚報2016年4月20日[2016年4月20日]
48. ↑  台商不參加海基會聯誼 卻為踢正步返台 （页面存档备份，存于）中央通訊社 2016年6月8日[2016年6月8日]
49. ↑  2016-4-24 【 讓五年級踢一次正步吧！】北區首次報到、集訓 （页面存档备份，存于）You Tube2016年4月24日[2016年4月25日]
50. ↑  2016-4-24北區閱兵分列式集訓 （页面存档备份，存于）You Tube2016年4月25日[2016年4月25日]
51. ↑  五年級踢正步訓練展開 6月呈現精實陣容 的存檔，存档日期2016-04-25.平傳媒2016年4月18日[2016年4月20日]
52. ↑  老兵踢正步 重現熱血魂 （页面存档备份，存于）蘋果日報 2016年6月6日[2016年6月9日]
53. ↑  「612凱道閱兵」黃埔老兵以正步向全民致敬 （页面存档备份，存于）勁報2016年6月12日[2016年6月15日]
54. ↑  凱道612 踢正步 老兵重拾軍人魂 （页面存档备份，存于）中央社2016年5月26日[2016年5月26日]
55. ↑  凱道612踢正步 老兵重拾軍人魂 （页面存档备份，存于）大紀元2016年5月26日[2016年6月9日]
56. ↑  退役軍官踢正步 軍人魂大爆發 （页面存档备份，存于）華視  2016年6月6日[2016年6月9日]
57. ↑  熱血行動　4百名老兵612上凱道踢正步 （页面存档备份，存于）蘋果日報 2016年5月6日[2016年5月12日]
58. 1 2  「612凱道閱兵」圓滿達陣 黃埔老兵展軍魂中華海峽兩岸新聞報2016年6月13日[2016年6月14日]
59. ↑  五年級生凱道踢正步 換回熱血澎湃的記憶 （页面存档备份，存于）今日新聞NOWnews2016年6月12日[2016年6月12日]
60. ↑  向國旗及全民致敬！退役憲兵踢正步一雪前恥 （页面存档备份，存于）三立新聞網2016年6月12日[2016年6月12日]
61. ↑  台湾老兵齐集台北凯道踢正步 （页面存档备份，存于）中文網2016年6月12日[2016年6月12日]
62. 1 2  展現豪情壯志 500名五年級老兵 凱道踢正步 （页面存档备份，存于）中時電子報2016年6月12日[2016年6月12日]
63. ↑  歸鄉挺軍魂 凱道踢正步向台灣致敬 （页面存档备份，存于）中央社2016年6月12日[2016年6月12日]
64. ↑  500名大叔凱道踢正步 周美青、洪秀柱觀禮 （页面存档备份，存于）民視新聞2016年6月12日[2016年6月12日]
65. ↑  5年級大叔凱道踢正步　周美青現身觀禮 （页面存档备份，存于）蘋果即時報2016年6月12日[2016年6月12日]
66. ↑  影音／五年級凱道踢正步 洪秀柱、周美青觀禮 （页面存档备份，存于）今日新聞2016年6月12日[2016年6月12日]
67. ↑  退伍軍人踢正步！「娘子軍」洪秀柱、周美青現身觀禮 （页面存档备份，存于）ETtoday新聞雲2016年6月12日[2016年6月12日]
68. ↑  5年級大叔上凱道踢正步、大閱兵 洪秀柱：這就是中華民國的軍魂！ （页面存档备份，存于）風傳媒2016年6月12日[2016年6月12日]
69. ↑  500大叔凱道閱兵 何啟聖：展正面力量[影] （页面存档备份，存于）中央社2016年6月12日[2016年6月12日]
70. ↑  凱道踢正步 退伍營長周志祥：找回軍人魂與榮譽 （页面存档备份，存于）蘋果即時報2016年6月12日[2016年6月12日]
71. ↑  凱道踢正步展現軍魂 老兵榮譽依舊 （页面存档备份，存于）中央社2016年6月12日[2016年6月12日]
72. ↑  影／憲兵分列式大PK！老兵vs菜逼巴，你挺誰？ （页面存档备份，存于） 三立新聞網2016年6月12日[2016年6月12日]
73. ↑  【全程影音】台灣人的剛毅堅忍　熱血老兵凱道踢正步 （页面存档备份，存于）SNG2016年6月12日[2016年6月12日]
74. ↑  「612凱道閱兵」黃埔老兵展軍魂 （页面存档备份，存于）大成報2016年6月14日[2016年6月15日]
75. ↑  不可能的任務 大叔精神凱道踢正步 （页面存档备份，存于）中央社2016年6月12日[2016年6月12日]
76. ↑  大叔凱道踢正步 美青、柱姐打氣 （页面存档备份，存于）聯合報2016年6月13日[2016年6月13日]
77. ↑  退伍袍澤踢正步 彰顯軍人魂[永久]青年日報2016年6月13日[2016年6月13日]
78. ↑  國史首見 500大叔凱道踢正步 （页面存档备份，存于）蘋果日報2016年6月13日[2016年6月13日]
79. ↑  五年級踢正步 國防部致敬意 （页面存档备份，存于）中央廣播電台2016年6月12日[2016年6月12日]
80. ↑  展現台灣正面能量 500大叔凱道踢正步 的存檔，存档日期2016-08-07.中央廣播電台2016年6月12日[2016年6月12日]
81. ↑  熱血中年大叔踢正步 凱道重現國軍英姿 （页面存档备份，存于）自由時報2016年6月12日[2016年6月12日]
82. ↑  【全程LIVE】6/12 09:30　台灣人的剛毅堅忍　熱血老兵凱道踢正步 （页面存档备份，存于）SNG2016年6月12日[2016年6月12日]
83. ↑  五年級凱道踢正步 重現7.80年代國慶閱兵大典LIVE直播 （页面存档备份，存于）中視新聞2016年6月12日[2016年6月12日]
84. ↑  凱道踢正步 500多位中年大叔憶當年 （页面存档备份，存于）聯合即時新聞2016年6月12日[2016年6月12日]
85. ↑  在台灣的故事（第865集）六一二凱道踢正步！ （页面存档备份，存于）三立台灣台2016年6月28日[2016年7月1日]
86. ↑  陸官專科班校友會「612凱道閱兵」中區正步隊感恩餐會 （页面存档备份，存于）中華海峽兩岸新聞報2016年7月20日[2016年7月21日]
87. ↑  凱道正步連再相聚　為登太平島大誓師 （页面存档备份，存于）今日新聞2016年8月28日[2016年8月29日]
88. ↑  軍魂再起！退伍大叔誓師　太平島上踢正步 （页面存档备份，存于）TVBS新聞台2016年8月28日[2016年8月29日]